# Демедюк Наталія Володимирівна
Демедюк Наталія Володимирівна (3 травня 1982, Рівне) — українська письменниця, журналістка, художниця викладачка, телерадіоведуча член НСЖУ, НСПУ (2018), голова громадської організації "Медіа-Центр "Третя столиця", медіаменеджер, продюсер.

## Життєпис
Наталія Демедюк народилася 3 травня 1982 року у Рівному.

### Освіта
У 1999 закінчила рівненську загальноосвітню школу №27 (нині - Рівненський ліцей №27).
У 1998 році закінчила Рівненську дитячу художню школу ім. А. Мартиненка.
У 2004 році закінчила історико-філологічний факультет Міжнародного економіко-гуманітарного університету ім. С. Дем’янчука за спеціальністю «українська філологія».
2005 – 2009 – здобувач кафедри української філології Національного університету «Острозька академія».

### Журналістська діяльність
З 2002 року працює у сфері медіа — періодичні видання, радіо, телебачення. Шлях журналіста починала на різних посадах (корреспондент, відповідальний секретар) у друкованій пресі — тижневик «Вільне слово», тижневик «Імідж», газета «Провінційка», журнал «V.I.P.», журнал «Місто» та інші періодичні видання.
У 2005 році почала працювати редактором програм радіо «Кієвлянін». Через рік компанія припинила існування, тому наступним місцем роботи стала ТРК «Сфера» (2006—2008) та радіо «Ретро ФМ», а пізніше — радіо «Ритм» (2009—2013), де працювала ведучою, диктором, авторкою програм, сценаристом рекламних роликів тощо. Коли компанія отримала ліцензію на створення телеканалу, перейшла на посаду в.о. головного редактора ТРК «Ритм» (2013—2015).
У 2016—2018 роках — шеф-редактор відділу програм ТРК «Ритм». За час роботи створила низку програм, де сама часто була і режисером, і ведучою, провела численні інтерв'ю на телебаченні та радіо.
2020 – 2021 – директор програм ТОВ «Телерадіокомпанія «Ритм», директорка програм ТОВ «Телерадіокомпанія «ITV media group».
З січня 2021 — співзасновниця та директор Громадської організації "Медіа-Центр «Третя столиця».
Під керівництвом Наталії Демедюк було започатковано низку проєктів, зокрема, культурно-просвітницька програма «РівнеART», інформаційно-аналітична програма «Про важливе з Наталею Демедюк», цикл «Історії війни», цикл «Насильство і війна. Виклики сьогодення», радіопрограми «Смакує українське», "Життя громад" та інші.
Поєднує роботу на місцевому телебаченні та радіо з продюсуванням окремих проєктів.  
За підтримки УКФ керівником, медіа-менеджером, художницею Наталія Демедюк брала участь у реалізації низки проєктів: "Серіал «Фермери» (2019), «Волинські Барбакани» (2021), «Маленький круасан у великому світі» (2021).

### Викладацька діяльність
2003 – 2004 – методист деканату історико-філологічного факультету Міжнародного економіко-гуманітарного університету ім. С. Дем'янчука.
2004 – 2006 – викладач кафедри журналістики Міжнародного економіко-гуманітарного університету ім. С. Дем'янчука.
У період з 2006—2008 — викладач кафедри української філології НУ "Острозька Академія".
З 2020 — старший викладач кафедри журналістики та українознавства Національного Університету водного господарства та природокористування.
З 2022 — викладач Рівненського обласного інституту післядипломної педагогічної освіти.

### Літературна діяльність
Наталія Демедюк друкувалася у періодичних виданнях, а також літературних альманахах «Погорина», «Крила», «Витоки», «Вітер змін», «Склянка часу», «Наше коло», «Сівач» та інші. Входить до постійного складу журі літературних конкурсів: «Всеукраїнська літературна премія імені Анатолія Криловця», Всеукраїнський літературний конкурс «Рівне фантастичне».
Учасниця літературних фестивалів, концертів, благодійних заходів, зокрема, рок-фестивалю «Тарас Бульба» (літературна сцена), Всеукраїнський літературний фестиваль «СУП», Міжнародний літературний фестиваль «КУСТ», Всеукраїнський літературний фестиваль «Коло Лесі» та інші.
На вірші Наталії Демедюк створені пісні: «Дякую, Боже», «Не здалося», «Сніг», «Відшукаю», «Люди-планети», «Ось така у нас зима», «Я — Осінь», «Один із нас», «Не сприймайте як данність», «Сонце» та інші.
Авторка чотирьох поетичних збірок. Четверта збірка «Реставрована мить» вийшла у 2023 році. Презентація книги відбулася 3 листопада у Рівному. До книги увійшла поезія, написана упродовж 2019 — 2023 рр., а також репродукції картин авторки.
Співорганізаторка Міжнародного фестивалю авторської пісні та співаної поезії «Словоспів», бере активну участь у зустрічах зі студентами, поетичних вечорах, патріотичних читаннях, лекціях, благодійних концертах на підтримку ЗСУ.
Поезія Наталі Демедюк увійшла до альманаху воєнної поезії авторів з Рівненщини «Наше слово - меч духовний», що вийшов друком у липні 2023 в Рівному, а також до альманаху «Рівне літературне», презентація якого відбулася наприкінці лютого 2025 у Рівненській міській бібліотеці.

### Живопис
З 2017 року Наталя Демедюк займається у групі художників «Артклумба» Анатолія Іваненка та в студії ГО «КОЛОАРТ». Художниця працює переважно в техніці олійного живопису, рідше — у графіці, акварелі, пастелі. Картини Наталії Демедюк знаходяться у приватних колекціях в різних містах України, а також за кордоном (Польща, Канада та ін.). Учасниця низки виставок живопису: «Не святі горшки», «Дві весни одного року», «Легатто», «Кубізм і не тільки» (експонувалися в галереї європейського живопису «Євро-Арт»), «Художні exercises (вправи)», «Артклумба» (експозиція у виставковій залі РОО НСХУ), «Мистецькі наративи» та інших. У 2021 році Наталія Демедюк презентувала першу персональну виставку живопису «INTERMEZZO. Закохана в життя», яка відбулася в рамках проєкту "Євро-Арт для талановитих".
У травні 2023 року у Рівненській обласній універсальній науковій бібліотеці відбулася друга персональна виставка художниці під назвою "Мистецькі наративи Наталії Демедюк". 
Восени 2023 р. в Українській церкві в Лондоні відбувся благодійний аукціон «October Ukraine Art Fundraising Auction», в якому взяли участь дві картини Наталії Демедюк: «Липневе поле» та «Ніч над містом».
У листопаді 2024 року у рівненській галереї європейського живопису «Євро-Арт» у рамках проєкту «Євро-Арт» для талановитих» відбулося відкриття третьої персональної виставки живопису Наталії Демедюк під назвою «Колір як Слово». Разом з тим, на презентації представили артбук «Бачити й чути серцем», куди увійшли репродукції картин та поезія Наталії Демедюк.

## Нагороди
- Лауреатка літературної премії імені Михайла Дубова (2012)[52] в номінації «Літературний дебют» за збірку поезій  «Ескізи буднів»[53].
- Лауреатка літературної премії імені Валер'яна Поліщука (2020) за збірку «Сім кРоків»[54][55].
- Лауреатка Всеукраїнської приватної літературної премії «Рівненський акцент» (2022) за збірку «Азимут»[56].